# BBC Kids
BBC Kids é uma Emissora Canadense, que só exibe desenhos educativos.

## Programação
- The Sleepover Club
- Raven
- Girls in Love
- Shoebox Zoo
- Pingu
- Teletubbies
- Tweenies
- World Shut Your Mouth
- Hollyoaks
- The Nominees
- Doctor Who
- Big Wolf On Campus
- Famous Jett Jackson
- Tots TV
- Postman Pat
- Thomas The Tank Engine
- Muzzy
- Yoko